# Hauptstrasse 2
Die Hauptstrasse 2 ist eine Hauptstrasse in der Schweiz.
Diese Strasse war die traditionelle Nord-Süd-Achse, bevor die Autobahn A2 gebaut wurde. Die Hauptstrasse führt über den Gotthardpass und wird heute neben Velofahrern und dem lokalen Durchgangsverkehr vorwiegend von Touristen befahren.

## Verlauf
Die Strasse beginnt an der Grenze nach Frankreich in Basel-Burgfelden, wo sie an die ehemalige französische Nationalstrasse 19 anschliesst. In Basel trifft sie mit der Hauptstrasse H12 zusammen, mit der sie bis Liestal ein gemeinsames Trassee hat. Die erste Ausschilderung mit Nummer findet man in Muttenz. Die H2 führt über den Jura-Pass Unterer Hauenstein auf einer Höhe von 691 m ü. M. Über Olten und Sursee, im Mittelland, werden Luzern und der Vierwaldstättersee erreicht. Von Brunnen aus führt die Strasse durch das Urnerland, die Schöllenenschlucht und das Urserental auf die Gotthardpasshöhe auf einer Höhe von 2106 m ü. M., die zugleich der höchste Punkt der H2 ist.
Auf dem letzten Drittel der Abfahrt vom Gotthardpass bis nach Airolo gibt es parallel zu der über die alte Pflastersteinstrasse (Tremola) geführten H2 eine Autostrasse. Von Airolo aus führt die Strasse durch die Valle Leventina in die Magadinoebene. Dort, von Cadenazzo aus, dem mit 200 m ü. M. tiefsten Punkt der H2, führt die Strasse auf den Monte Ceneri (554 m ü. M.) hinauf. Nach dem Luganersee wird der Endpunkt in Chiasso an der Grenze zu Italien erreicht. Dort findet sie ihre Fortsetzung in der Strada statale 35, die über Mailand nach Genua führt.
Die Gesamtlänge dieser bis auf kurze vierspurige Abschnitte zwischen Bellinzona und Lugano sowie zwischen Frenkendorf und Basel ganz überwiegend nicht richtungsgetrennten Durchgangsstrasse beträgt rund 319 Kilometer.

## Geschichte

### Baselstrasse
Die Baselstrasse zwischen Luzern und Zofingen wurde zwischen 1758 und 1761 als erste Strasse im Kanton Luzern neu trassiert und zu einer modernen Chaussee ausgebaut. 8000 Arbeitskräfte aus allen Gemeinden des Kantons und 6000 Zugtiere mussten sich am Strassenbau beteiligen.

### Axenstrasse
Ursprünglich existierte keine Strasse entlang des Urnersees. Mit dem Bau der Axenstrasse in den 1860er-Jahren war der Kanton Uri nicht mehr vom Seeweg abhängig. Die Axenstrasse wurde am 3. Juli 1865 für den Verkehr freigegeben. Seither wurden mehrere Galerien gebaut, um die Strasse vor Steinschlag und Erdrutschen zu sichern. Im Jahre 2005 wurde der 2,6 Kilometer lange Flüelertunnel eröffnet, der Flüelen vom Verkehr entlastete.

### Gotthardpass
Der Gotthardpass wurde ab 1820 zu einer befahrbaren Strasse ausgebaut und war seit 1830 durchgehend mit Postkutschen befahrbar. 1895 fuhr das erste Auto über den Gotthardpass. Im Jahr 1953 begann der Vollausbau des Gotthardpasses und der Schöllenenstrasse. 1977 war der Bau der komplett neuen Strasse vollends abgeschlossen. Die neue Strasse umgeht dabei die alte Tremolastrasse grossräumig und ist auf der Südrampe sogar zu einer Autostrasse ausgebaut.

## Zukunft
Gemäss dem Bundesamt für Strassen ASTRA soll die Axenstrasse bis 2025 weiter ausgebaut werden. In einem 4,4 Kilometer langen Tunnel soll das Dorf Sisikon umfahren werden. Zusätzlich wird noch ein 2,8 Kilometer langer Tunnel gebaut, der von Ingenbohl nach Ort führt. Dieser Ausbau soll Sisikon vom Durchgangsverkehr entlasten und die Axenstrasse besser vor Steinschlag und anderen Naturgewalten schützen.

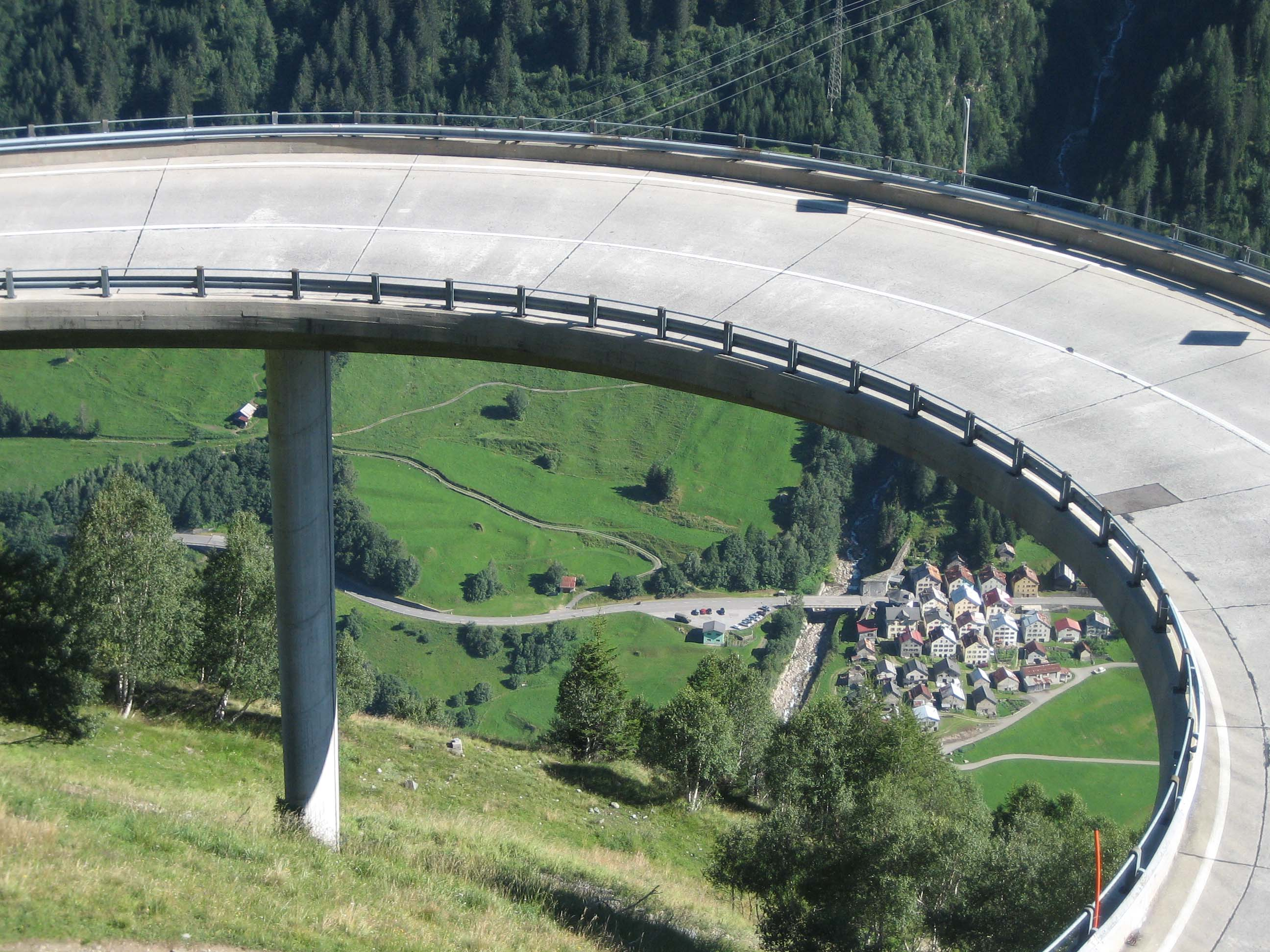
Blick ins Val Bedretto
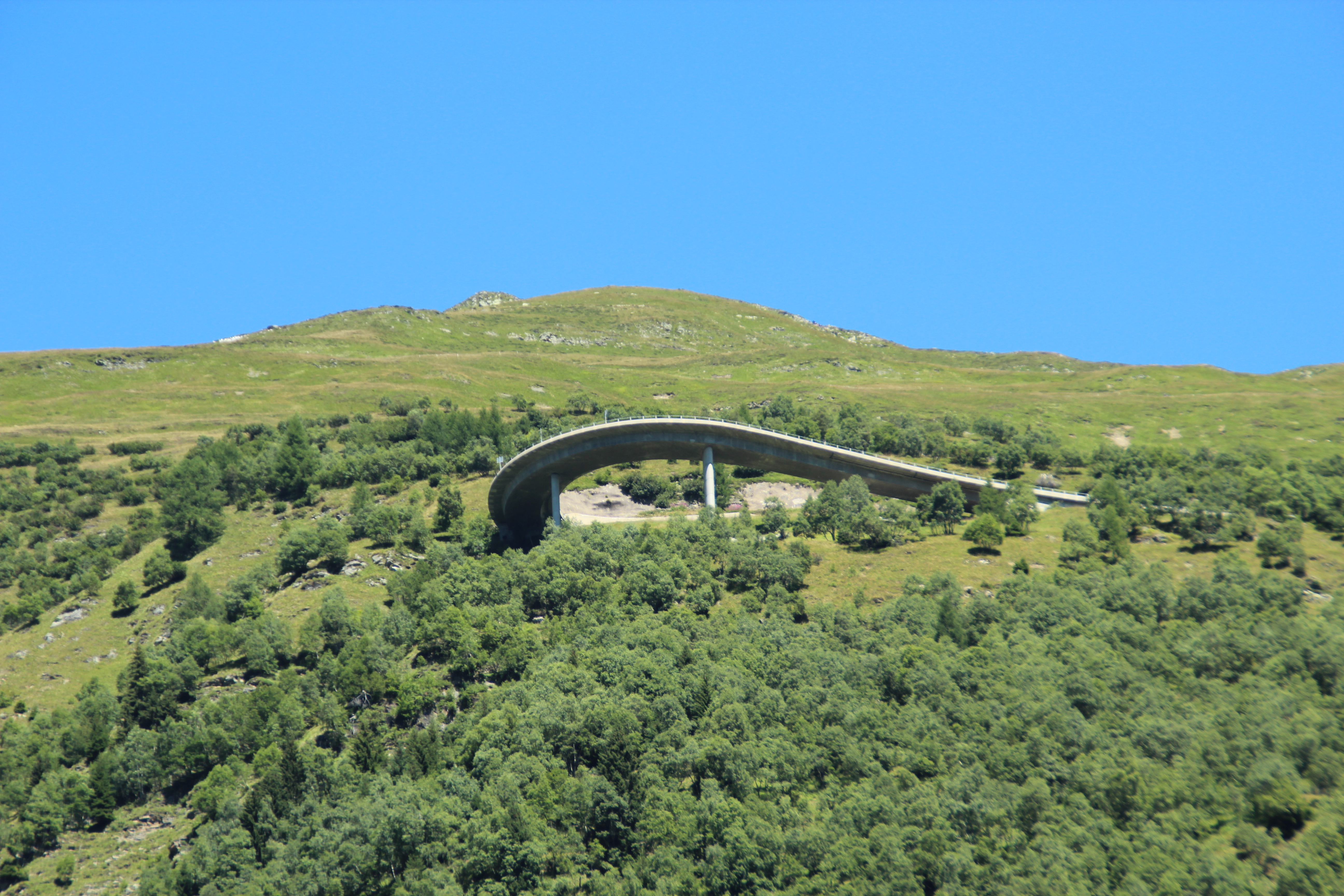
Ansicht vom Bedrettotal